# 盖斯林根
盖斯林根（德語：Geislingen，發音：[ˈɡaɪslɪŋən] ⓘ）是德国巴登-符腾堡州蒂宾根行政区措伦阿尔布县的城市，面积31.96平方千米，2023年12月31日人口为5,993人。